# Shougo Yamaguchi
Shougo Yamaguchi (山口 翔悟, Yamaguchi Shōgo) (Aichi, Japão, 19 de fevereiro de 1983) é um ator e cantor japonês. Mede 1,74 m e altura e pesa 62 kg.

## Filmografia

### Filmes
- Azumi - Komoru (2003)
- Tomica Hero: Rescue Force Explosive Movie: Rescue the Mach Train! - Kenji Narukami / Ryukendo (2008)

### Televisão
- Kobayakawa Nobuki no Koi - Jun Kanai (Fuji TV, 2006)
- Kekkon Shiki e Ikou! - (TBS, 2007)
- Mop Girl - Hikaru Ozeki (TV Asahi, 2007)
- Dandan - (NHK, 2008)
- Hancho- Taichiro Sakurai (TBS, 2009)

### Tokusatsu
- Madan Senki Ryukendo - Kenji Narukami / Ryukendo (TV Aichi, 2006)